# 石长铁路
石长铁路是全线位于湖南省境内的一条铁路，西起常德市石门县的焦柳线石门县北站，东至长沙市的京广线捞刀河站，全长264千米，横跨湖南省湘，澧，资，沅四大河流，途径常德市的石门县、临澧县、桃源县、常德市区、汉寿县、益阳市的桃江县、益阳市区，长沙市的宁乡市、望城区、长沙市区。沿途经过常德、益阳、长沙三个地级市，复线电气化铁路，经过老线的电气化改造和增建第二线工程（原线路标准120千米/时，改造目标为双线160千米/时，其中第二线与原线交替上下行）于2016年1月18日全线开通，标志着石长铁路增建二线工程全面竣工，成为国家Ⅰ级双线电气化铁路。

## 大事记
石长铁路于1993年底动土兴建，并于1994年4月全线开通。1995年7月26日石门县北至石门县南站开通临时运营，为国家重点工程石门电厂1995年底投产发电提供了运输保障；1996年底石门县南至常德段顺利铺通；1998年1月8日全线胜利贯通；1998年10月1日全线投入临时运营。
2009年7月28日上午，石门至长沙铁路复线（增建第二线）工程建设动员大会在望城县高塘岭镇举行，时任湖南省委副书记、省长周强宣布石长铁路复线工程正式开工。增建二线与既有石长线有分有合并行建设，建设里程275.7公里，关闭既有车站8个，改造既有车站14个，共设车站14个。2016年11月18日，石长铁路复线工程全面竣工。2020年1月，石长铁路乌山联络线建成通车，使得石长铁路与长株潭城际铁路实现互联互通。

## 沿线车站
沿途车站有：石门县北站、石门县南站、临澧站、盘塘站、常德站、常德东站、德山站、汉寿南站、桃花江站、益阳西站、益阳站、益阳东站、宁乡站、乌山站（经乌山联络线通往长株潭城际铁路）、望城西站、望城站、秀峰所线路所、捞刀河站（再经北西联络线与长沙北站连接）、丝茅冲线路所、长沙站。

## 列车
石长铁路动车组采用CRH6F型八节编组动力分散电力动车组列车，设计最高运行时速160km/h。列车采用4M4T编组，全长201.4米，定员载客量1502人，最大载客量1998人。为了适应城际列车快速乘降需要，每节车厢设置三对双开门，车内也提供较一般动车组列车更大的站立空间及更多扶手。石长铁路运营的CRH6F与长株潭城际铁路采用相同的蓝色、银色相间涂装。
除了CRH6F外，普速客运列车和货运列车也会经石长铁路运行。
广九直通车停运后，广九直通车的RZ25T车底曾担当石门县北—长沙的旅客列车，后于2025年7月1日全部停运，两站间旅客列车改为CRH6F动车组运营的市郊列车。

## 运营
石长铁路是湖南第一条股份制铁路，由中国铁道部和湖南省政府合资兴建，由广州铁路集团公司下属的石长铁路有限责任公司管理和经营。为了探索合资铁路建设与经营管理的新模式，加快石长铁路建设，1993年6月开始筹建湖南石长铁路总公司，1993年12月31日经铁道部、湖南省人民政府正式批准成立。
石长铁路有限责任公司成立于1996年9月26日（其前身为石长铁路总公司），是铁道部和湖南省政府共同出资组建的合资铁路公司。其中铁道部约占60%股权，湖南省约占40%股权。主要负责石长铁路资产经营，确保国有资产保值增值。其客货运输生产业务委托广州铁路(集团)公司下属运输站段管理。
石长铁路在开通初期及复线建成初期仅开行货运列车及普速客运列车。2017年9月21日起，石长铁路开行动车组列车。开行初期每日共八对车次，来往于常德、益阳、石门与长沙间，石门到长沙最快运行时间2小时45分、常德到长沙最快运行时间2小时、益阳到长沙最快运行时间1小时。在黔张常铁路、乌山联络线通车后，石长铁路还开行了株洲、湘潭、长沙至张家界、黔江的跨线动车组与普速列车。石长铁路动车组列车全程二等座票价74元，一等座票价119元。。

## 意义
石长铁路作为洛湛铁路的重要组成部分，完善了湖南省境内铁路“二纵三横”的路网格局，缩短了湖南省东西部交通距离，开辟了一条北煤南运和省内煤运的便捷运输通道，是湘西北联接湘中、湘东的一条运输黄金线、富民经济线。
在黔张常铁路、渝黔城际铁路通车后，石长铁路还将连通长株潭城市群与湘西北地区，并作为近期渝长通道的重要组成部分，实现川渝地区与中部地区的快速沟通。